# Jugoslávská liga ledního hokeje 1972/1973
Sezóna 1972/1973 byla 31. sezónou Jugoslávské ligy ledního hokeje. Vítězem se stal tým HK Jesenice.

## Konečná tabulka
1. HK Jesenice
2. HK Olimpija Ljubljana
3. KHL Medveščak
4. HK Partizan

## Nejlepší střelec
- Gorazd Hiti: 83 body (50 gólů a 33 asistence)